# 소연 (1994년)
소연(본명: 정소연, 한자:鄭昭娟, 1994년 5월 4일 ~ )은 대한민국의 가수로, 걸 그룹 라붐의 메인 보컬이었다.

## 학력
- 무등초등학교 (졸업)[3]
- 문화중학교 (졸업)[3]
- 살레시오여자고등학교 (졸업)

## 출연 작품

### 방송
- 《 2011년 Mnet 슈퍼스타K 3 》
- 《 2016년 JTBC 걸스피릿 》 - 참가자
- 2018년 MBC《 7전 8큐 시즌 2 》
- 《 2019년 MBC 미스터리 음악쇼 복면가왕 》 - 아주 뚝 떨어지게 해주마! 봄비 <참가자>
- 2022년 MBC 《놀면 뭐하니?》 - WSG워너비 멤버
- 2023년 MBC 〈놀면 뭐하니?〉